# (968) Petunia
(968) Petunia ist ein Asteroid des Hauptgürtels, der am 24. November 1921 vom deutschen Astronomen Karl Wilhelm Reinmuth in Heidelberg entdeckt wurde.
Der Name des Asteroiden ist abgeleitet von der Pflanzengattung der Petunien.